# Ghiacciaio del Nomenon
Il ghiacciaio del Nomenon (pron. fr. AFI: [nɔmənɔ̃]; in francese, Glacier du Nomenon) si trova nel versante valdostano del massiccio del Gran Paradiso.

Interessa la val di Cogne, valle laterale della Valle d'Aosta. Si estende sotto il versante nord della Grivola (3.969 m) e della Grivoletta (3.514 m).
Le sue caratteristiche principali sono: lunghezza 1,4 km circa, larghezza 0,9 km circa, esposizione nord, quota massima 3950 metri circa, quota minima 2690 metri circa.